# Revilla (Huesca)
Revilla es una localidad española del municipio de Tella-Sin, comarca del Sobrarbe, provincia de Huesca, Aragón. Se encuentra en la parte del valle de Tella conocida como Collados de Escuaín. 

## Geografía
El pueblo de Revilla se encuentra situado a 1.100 metros de altura sobre el nivel de la mar, a una distancia de 29 km de Aínsa, co-capital comarcal, a  157 km de la ciudad de Huesca,  capital  provincial.

## Toponimia
En textos medievales aparece como Ribilla, Ribiella, Riuiellya, Rebiella, Rebiello  y Reuiella. Como el resto de topónimos similares proviene del latín RIPELLA (terraplén, ribazo).

## Demografía
| 9             | 9 | 8 | 7 | 8 | 8 | 7 | 9 | 10 | 10 | 10 | 12 | 12 | 12 | 13 | 13 | 11 | 11 | 11 | 11 | 11 | 11 | 10 |
| (Fuente: INE) |   |   |   |   |   |   |   |    |    |    |    |    |    |    |    |    |    |    |    |    |    |    |